# Kasur (distrikt)
Kasur är ett distrikt i den pakistanska provinsen Punjab. Det grundades den 1 juli 1976 och var tidigare en del av Lahore.

## Administrativ indelning
Kasur är indelat i tre tehsiler och 113 unionsråd.
| Tehsil  | Antal unionsråd |
| ------- | --------------- |
| Chunian | 27              |
| Kasur   | 55              |
| Pattoki | 31              |
| Totalt  | 113             |

## Fysiska egenskaper
Kasur avgränsas av floderna Ravi i nordväst och Sutlej i sydost. Beas gamla sträckning delar distriktet i två lika delar, Hither och Uthar eller Mithan Majh. Båda områdena har en höjdskillnad på cirka 5,5 meter. Markytan ligger 198 meter över havet och sluttar generellt från nordost till sydväst.

### Topografi
Distriktet ligger mellan Satluj, som flyter längs gränsen mot Indien, och Ravi, som flyter längs gränsen mot Sheikhupura. Det kan delas i två delar, ett lågland längs de båda floderna och ett högland däremellan. Låglandsområdet översvämnas vanligen under monsunperioden. Vattennivån i detta område är högre än i höglandet. Marken är sandig. Höglandet består av flacka slätter som lutar från nordost mot sydväst. Höjden är i allmänhet 150 till 200 meter över havet.

### Flora
Floran har påverkats starkt av befolkningen i de gamla öppna skogarna med små träd och buskar, det återstår endast ett fåtal skogsområden som används för bete åt nötkreatur.
Bland de viktigaste träden finns babbula, shesham, jujubär, toot, kokko, dharek, phulahi och neem. Fikonkaktus planteras som skydd. Växtligheten i skogarna består främst av jand, karril och jal. I bland hittas pelu och farash. Pilchi finns i fuktig sandjord och används vid flätning och korgtillverkning.

### Fauna
Varg och schakal är de enda vilda djuren av större betydelse. Nilgau, vildsvin och påfågel finns endast i ett fåtal i Changa Manga naturreservat.